# Porphyrinia nuristana
Porphyrinia nuristana är en fjärilsart som beskrevs av Edward P. Wiltshire 1961. Porphyrinia nuristana ingår i släktet Porphyrinia och familjen nattflyn. Inga underarter finns listade i Catalogue of Life.